# Yeom Hye-ran

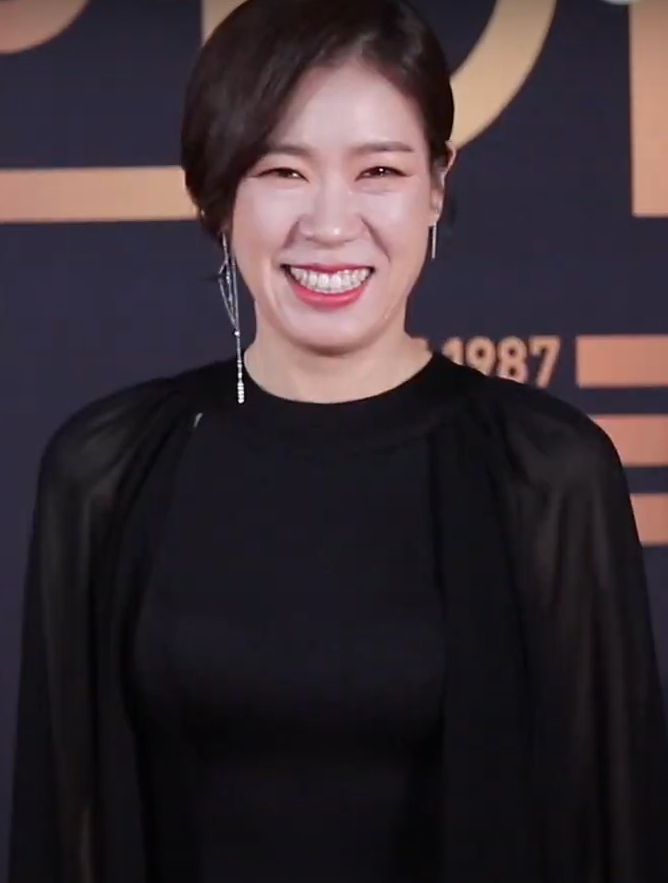
Yeom Hye-ran, 2019

Yeom Hye-ran (kor.: 염혜란; * 30. Oktober 1976) ist eine südkoreanische Schauspielerin. Ihr Filmdebüt feierte sie 2003 in dem Kriminalfilm Memories of Murder.

## Erfolge
Ihren ersten Filmpreis gewann sie 2019 bei den KBS Drama Awards des öffentlich-rechtlichen Senders Korean Broadcasting System. Dort wurde sie für ihre Rolle in When the Camellia Blooms (koreanisch 동백꽃 필 무렵, RR: Dongbaek-kkot pil muryeop) mit zwei Preisen ausgezeichnet – für die beste Nebenrolle und, gemeinsam mit Oh Jung-se, als bestes Paar. Zwei Jahre später erhielt sie bei der 57. Auflage des südkoreanischen Filmpreises Baeksang Arts Awards erneut eine Auszeichnung als beste Nebendarstellerin.

## Filmografie (Auswahl)
- 2003: Memories of Murder
- 2007: Secret Sunshine
- 2010: 71: Into the Fire
- 2012: All About My Wife
- 2016: The K2 (Fernsehserie)
- 2016–2017: Goblin (Fernsehserie)
- 2017: Ai kaen seupikeu
- 2017–2018: Seulgirowun Gamppangsaenghwal (Fernsehserie)
- 2019: Miseongnyeon
- 2019: When the Camellia Blooms (Fernsehserie)
- 2019–2020: Chocolate (Fernsehserie)
- 2020: SF8 (Fernsehserie)
- 2020–2021: Unheimliche Gegner (Fernsehserie)
- 2022: Juvenile Justice (Fernsehserie, Gastauftritt)
- 2022–2023: The Glory (Fernsehserie)
- 2023: Mask Girl (Fernsehserie)
- 2025: When Life Gives You Tangerines (Fernsehserie)
- 2025: 84 m²